# Saccharum procerum
Espèce
Saccharum procerum est une espèce de plantes monocotylédones de la famille des Poaceae, sous-famille des Panicoideae,  originaire de l'Asie du Sud, proche parente de la canne à sucre cultivée (Saccharum officinarum). 
Ce sont des plantes herbacées, vivaces, cespiteuses, aux tiges (chaumes) robustes, dressées de 4 à 6 mètres de long.

## Distribution
L'aire de répartition originelle de Saccharum procerum s'étend en Asie tempérée : Chine (Fujian, Guangdong, Guangxi, Guizhou, Hubei, Hunan, Xizang, Yunnan) et en Asie tropicale : Bangladesh, Bhoutan, Népal, Inde (Sikkim, Assam, Manipur, Meghalaya, Tripura, Bengale-Occidental, Arunachal Pradesh) et Birmanie. L'espèce a été introduite en Indochine. 

## Importance économique
Saccharum procerum est utilisée pour ses fibres, ainsi que comme plante fourragère et plante ornementale.
Cette espèce appartient au pool génique tertiaire de la canne à sucre et constitue de ce fait une ressource génétique pour l'amélioration de la canne à sucre.

## Synonymes
- Erianthus elegans (Jeswiet ex Backer) Rümke
- Erianthus ciliaris var. elegans Jeswiet ex Backer
- Erianthus procerus var. elegans (Jeswiet ex Backer) Mukh.
- Erianthus procerus (Roxb.) Raizada